# Bouchonnage

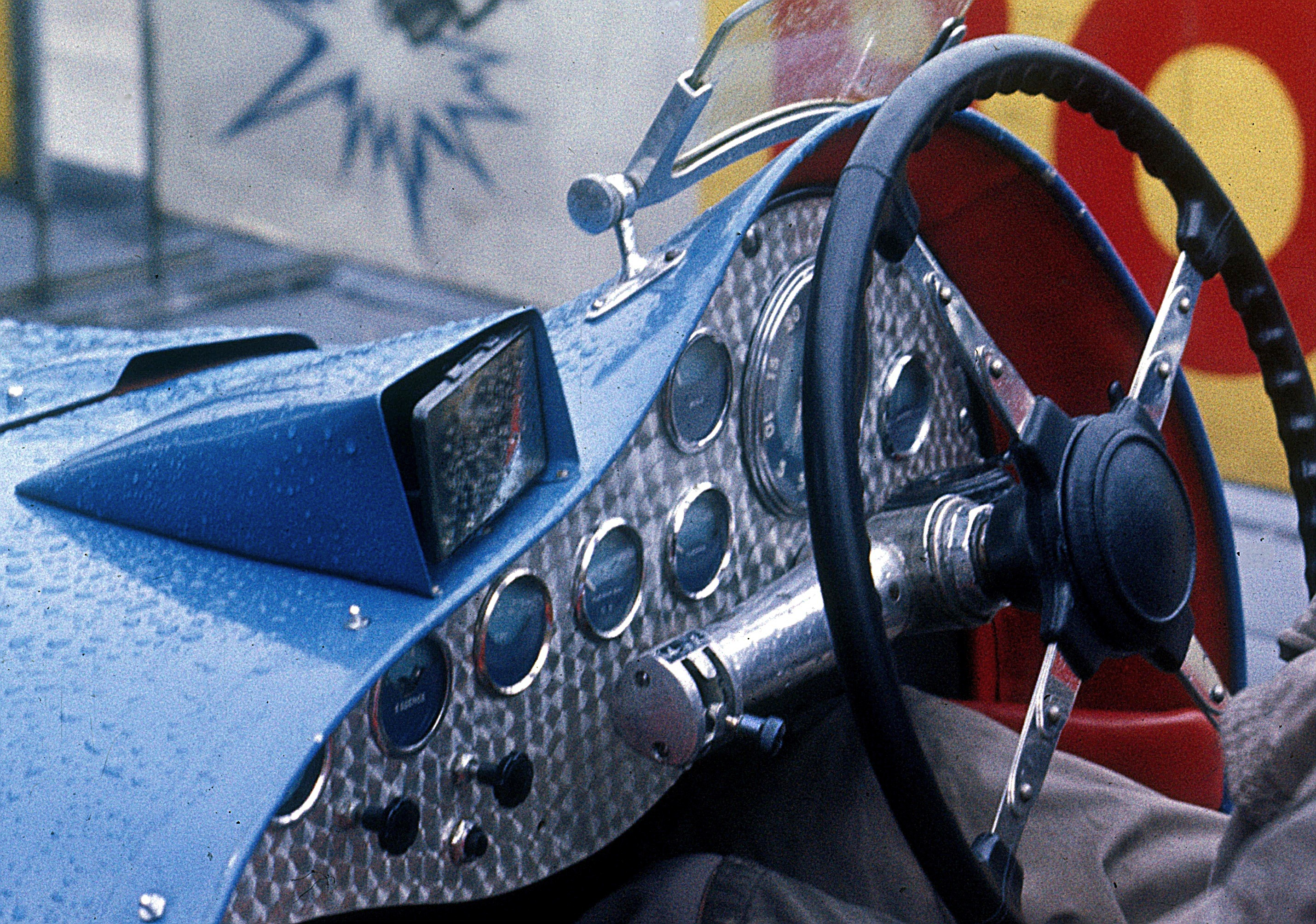
Planche de bord d'une Delahaye 135, en partie réalisée en aluminium bouchonné.

Le bouchonnage est une technique de finition d'une surface métallique. Elle est réalisée avec une brosse abrasive montée sur un outil rotatif, réalisant des motifs circulaires régulièrement espacés qui se recouvrent en partie.